# マーティン・フライシュマン
マーティン・フライシュマン （英語: Martin Fleischmann、1927年3月29日 - 2012年8月3日）は、イギリスの化学者。1970年から1972年まで、国際電気化学学会（International Society of Electrochemistry）の理事長。常温核融合に関する研究で知られた。

## 生い立ち
1927年3月29日チェコ西部・カルロヴィ・ヴァリ出身。父がユダヤ系であったため、ナチス・ドイツによる強制収容を免れるためオランダ経由で、イギリスへ亡命。1950年に、インペリアル・カレッジ・ロンドンにて博士号を取得。1967年にイギリスサウサンプトン大学、電気化学学部の教授に就任。1970年から1972年まで、国際電気化学学会（International Society of Electrochemistry）の理事長を務めた。

## 研究
1989年3月23日、指導していたユタ大学化学科主任教授のスタンリー・ポンズとともに、アメリカ合衆国・ソルトレイクシティで記者会見を開き、常温核融合現象を発見したと発表した。これは、重水を満たしたガラス試験管にパラジウムと白金の電極を入れて、しばらく放置したのち電流を流したところ、電解熱以上の発熱が得られ、核融合の際に生じたと思われる三重水素、中性子、ガンマ線が検出された、というものであった。しかし、この実験結果に関しては追試で再現できず、アメリカエネルギー省は同年秋に、「現象がおきたという根拠はない」とする常温核融合調査報告書を発表した（常温核融合#歴史を参照）。
その後も1992年に、マーティン・フライシュマンは、スタンレー・ポンズと共にフランスにあるトヨタ系列の株式会社テクノバのIMRA研究所に移り、1995年に退職するまで常温核融合の研究を続けた。退職しイギリスに戻った後も、アメリカ海軍 (SPAWAR Systems Center) やイタリア国家研究所 (INFN、ENEA) の研究者とともに、常温核融合についての共同論文の執筆を続けた。
フライシュマンが他界した1週間後の2012年8月12日から韓国で開催された第17回国際常温核融合会議では、初日の開会式典においてフライシュマンを偲んで生前の功績が振り返られ、1分間の黙祷が捧げられた。

## 受賞歴
1979年、電気化学と熱力学の分野での功績が認められ、イギリスにおける科学者の団体の頂点にあたる王立協会より、表彰された。また1985年には、アメリカの電気化学学会 (US Electrochemical Society) から、オーリン・パラジウム賞を授与された。その後、1986年には、王立協会よりフェローに選ばれた。さらに、2009年10月にイタリア・ローマで開催された第15回国際常温核融合会議において、国際常温核融合学会賞（ミノル・トヨダ・ゴールド・メダル）を受賞した。ミノル・トヨダ・ゴールド・メダルは、アイシン精機株式会社名誉相談役豐田稔の遺志を体して作成されたメダルである。

## 著名な論文
- Fleischmann, Martin; Pons, Stanley; Anderson, Mark W.; Li, Lian Jun; Hawkins, Marvin (1990). “Calorimetry of the palladium-deuterium-heavy water system”. Journal of Electroanalytical Chemistry 287 (2):  293–348. doi:10.1016/0022-0728(90)80009-U
- Fleischmann, Martin; Pons, Stanley (1992). “Some Comments on The Paper 'Analysis of Experiments on The Calorimetry of LiOD-D2O Electrochemical Cells,' R.H. Wilson et al., Journal of Electroanalytical Chemistry, Vol. 332, (1992)”. Journal of Electroanalytical Chemistry 332:  33–53. doi:10.1016/0022-0728(92)80339-6
- Fleischmann, Martin; Pons, S (1993). “Calorimetry of the Pd-D2O system: from simplicity via complications to simplicity”. Physics Letters A 176 (1–2):  118–129. Bibcode: 1993PhLA..176..118F. doi:10.1016/0375-9601(93)90327-V